# Charles-Louis de La Vallée Poussin
Charles-Louis-Joseph-Xavier de la Vallée-Poussin (1827, Namur–1903, Bruxelles) est un géologue et minéralogiste belge. Il est le père du mathématicien Charles-Jean de la Vallée-Poussin.
Professeur de géologie et minéralogie à l'Université catholique de Louvain (1863) et docteur honoris causa à la même université (1876), il occupe la charge de vice-président du conseil directeur pour la cartographie géologique de la Belgique (1903).
De la Vallée-Poussin publie dans le domaine de l'étude microscopique des roches cristallines des Ardennes françaises et belges. De nombreux travaux sont réalisés en collaboration avec son collègue Alphonse-François Renard. Il écrit de nombreuses notes sur les roches calcaires du Carbonifère dans les Ardennes dont il établit une stratigraphie. Il étudie aussi les formations de la vallée de la Meuse et écrit de nombreux articles de vulgarisation, tout en promouvant la géographie physique.